# Гаструляция

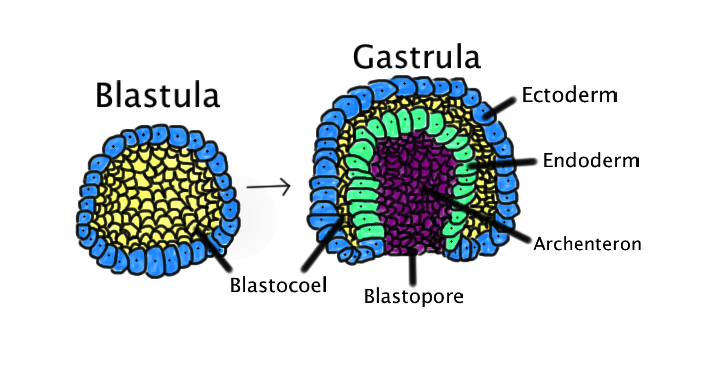
Бластула и гаструла.
Эктодерма — синий.
Энтодерма — зелёный.
Бластоцель — жёлтый.
Первичная кишка — фиолетовый

Гаструляция — обособление двух первичных зародышевых листков (эктодермы и энтодермы) в эмбриональном развитии всех многоклеточных животных. Второй после дробления этап онтогенеза. В ходе гаструляции из бластулы образуется гаструла.
Третий зародышевый листок — мезодерма — может образовываться в ходе гаструляции или (как у ланцетника) позже. Это совокупность клеток, расположенных между эктодермой и энтодермой. Вследствие появления мезодермы зародыш становится трехслойным. У губок и двухслойных (стрекающих и гребневиков) мезодермы нет.
Гаструляция — сложный процесс морфогенетических изменений, сопровождающийся размножением, ростом, направленным перемещением и дифференцировкой клеток, в результате чего образуются зародышевые листки — источники зачатков тканей и органов.
Тип бластулы определяет способ гаструляции.
У многих групп животных именно на стадии гаструляции появляются первые признаки дифференцировки. Дифференцировка (дифференциация) — процесс возникновения и нарастания структурных и функциональных различий между отдельными клетками и частями зародыша.
Из эктодермы впоследствии образуется нервная система, органы чувств, эпителий кожи и его производные (перья, ногти, волосы и т. д.), эмаль зубов; из энтодермы — эпителий средней кишки, пищеварительные железы, эпителий жабр и легких; из мезодермы — мышечная ткань, опорный аппарат, соединительная ткань, кровеносная система, почки, половые железы, жировая ткань и др.
У разных групп животных одни и те же зародышевые листки дают начало одним и тем же системам органов и тканям.

## Способы гаструляции
- Инвагинация — происходит путём впячивания стенки бластулы в бластоцель; характерна для большинства групп животных.
- Деламинация — клетки, находящиеся снаружи, преобразуются в эпителиальный пласт эктодермы, а из оставшихся клеток формируется энтодерма. Обычно деламинация сопровождается делением клеток бластулы, плоскость которых проходит «по касательной» к поверхности.
- Иммиграция — миграция отдельных клеток стенки бластулы внутрь бластоцеля.
  - Униполярная — на одном участке стенки бластулы, обычно на вегетативном полюсе;
  - Мультиполярная — на нескольких участках стенки бластулы.
- Эпиболия — обрастание одних клеток быстро делящимися другими клетками или обрастание клетками внутренней массы желтка (при неполном дроблении).
- Инволюция — вворачивание внутрь зародыша, увеличивающегося в размерах, наружного пласта клеток, который распространяется по внутренней поверхности остающихся снаружи клеток.